# Le Coudray-Montceaux
Pour les articles homonymes, voir Coudray et Montceaux (homonymie).
Le Coudray-Montceaux (prononcé [lǝ kud̪ʁɛ mɔ̃so] ) est une commune française située à trente-cinq kilomètres au sud-est de Paris dans le département de l'Essonne en région Île-de-France.
Ses habitants sont appelés les Coudraysiens.

## Géographie

### Situation

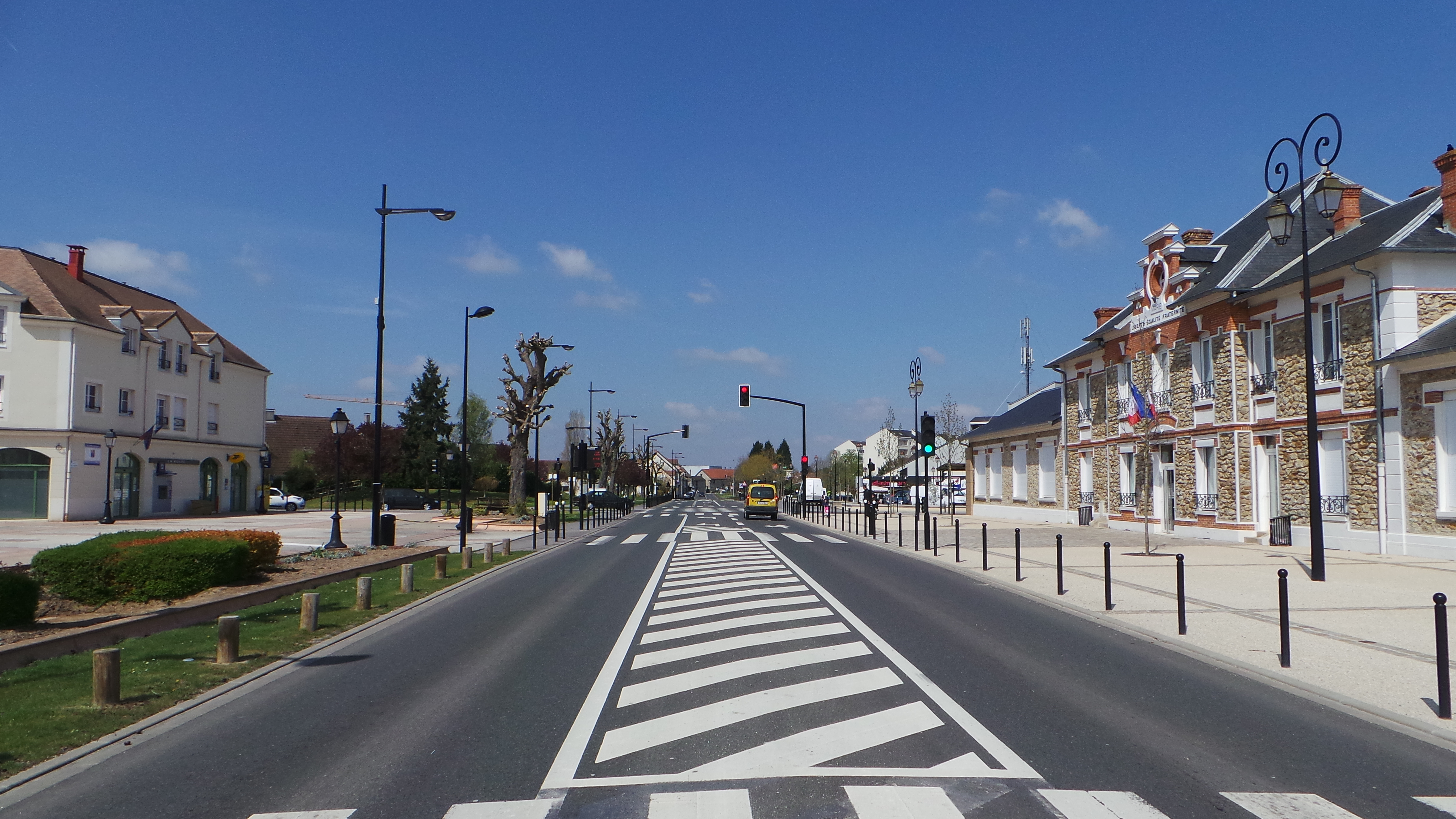
Paysage urbain.

Le Coudray-Montceaux est située à trente-cinq kilomètres au sud-est de Paris-Notre-Dame, point zéro des routes de France, dix kilomètres au sud-est d'Évry-Courcouronnes, six kilomètres au sud-est de Corbeil-Essonnes, quatorze kilomètres au nord-est de La Ferté-Alais, dix-huit kilomètres au nord-est de Milly-la-Forêt, dix-neuf kilomètres au sud-est d'Arpajon, dix-neuf kilomètres au sud-est de Montlhéry, vingt-six kilomètres au sud-est de Palaiseau, vingt-neuf kilomètres au nord-est d'Étampes, trente-sept kilomètres au nord-est de Dourdan.

### Hydrographie
La commune est traversée par :
- la Seine. L'écluse du Coudray-Montceaux, reconstruite entre 2009 et 2013[2], y barre le fleuve[3].
- le ru du ravin du Gouffre, 4,86 km[4], affluent de la Seine

### Relief et géologie
Le Coudray-Montceaux est un village de bord de coteaux dont l’altitude varie de 32 à 100 mètres avec une moyenne de 70 mètres environ.

### Climat
Pour des articles plus généraux, voir Climat de l'Île-de-France et Climat de l'Essonne.
En 2010, le climat de la commune est de type climat océanique dégradé des plaines du Centre et du Nord, selon une étude du CNRS s'appuyant sur une série de données couvrant la période 1971-2000. En 2020, Météo-France publie une typologie des climats de la France métropolitaine dans laquelle la commune est exposée à un climat océanique altéré et est dans la région climatique  Sud-ouest du bassin Parisien, caractérisée par une faible pluviométrie, notamment au printemps (120 à 150 mm) et un hiver froid (3,5 °C). 
Pour la période 1971-2000, la température annuelle moyenne est de 11,3 °C, avec une amplitude thermique annuelle de 15,4 °C. Le cumul annuel moyen de précipitations est de 657 mm, avec 10,7 jours de précipitations en janvier et 7,8 jours en juillet. Pour la période 1991-2020, la température moyenne annuelle observée sur la station météorologique la plus proche, située sur la commune de Seine-Port à 5 km à vol d'oiseau, est de 11,3 °C et le cumul annuel moyen de précipitations est de 673,1 mm,. Pour l'avenir, les paramètres climatiques de la commune estimés pour 2050 selon différents scénarios d'émission de gaz à effet de serre sont consultables sur un site dédié publié par Météo-France en novembre 2022.
| Mois                                  | jan.           | fév.             | mars          | avril           | mai             | juin          | jui.            | août           | sep.            | oct.            | nov.           | déc.             | année     |
| ------------------------------------- | -------------- | ---------------- | ------------- | --------------- | --------------- | ------------- | --------------- | -------------- | --------------- | --------------- | -------------- | ---------------- | --------- |
| Température minimale moyenne (°C)     | 1              | 0,5              | 2,5           | 4,5             | 8,2             | 11            | 13,1            | 12,7           | 9,5             | 7               | 3,7            | 1,3              | 6,3       |
| Température moyenne (°C)              | 4              | 4,5              | 7,6           | 10,5            | 14,3            | 17,3          | 19,5            | 19,3           | 15,6            | 11,8            | 7,2            | 4,2              | 11,3      |
| Température maximale moyenne (°C)     | 7              | 8,5              | 12,8          | 16,4            | 20,3            | 23,6          | 25,9            | 25,8           | 21,6            | 16,5            | 10,7           | 7,1              | 16,4      |
| Record de froid (°C) date du record   | −20 17.01.1985 | −17,3 14.02.1956 | −12 01.03.05  | −7 04.04.1973   | −2 08.05.1997   | 1 04.06.01    | 3,4 08.07.1954  | 1,9 28.08.1974 | −1,7 17.09.1971 | −5,5 29.10.1997 | −11 24.11.1998 | −15,1 29.12.1964 | −20 1985  |
| Record de chaleur (°C) date du record | 17 13.01.1998  | 21,5 24.02.1990  | 27 25.03.1955 | 30,2 29.04.1955 | 33,6 28.05.1954 | 37,5 27.06.11 | 40,4 01.07.1952 | 40,5 12.08.03  | 34,2 16.09.1961 | 30,5 01.10.1985 | 23 01.11.14    | 18 04.12.1953    | 40,5 2003 |
| Précipitations (mm)                   | 52,3           | 46,9             | 48,4          | 50,9            | 63,7            | 60,1          | 54,6            | 53,4           | 52,3            | 60,9            | 60,3           | 69,3             | 673,1     |

### Voies de communication et transports

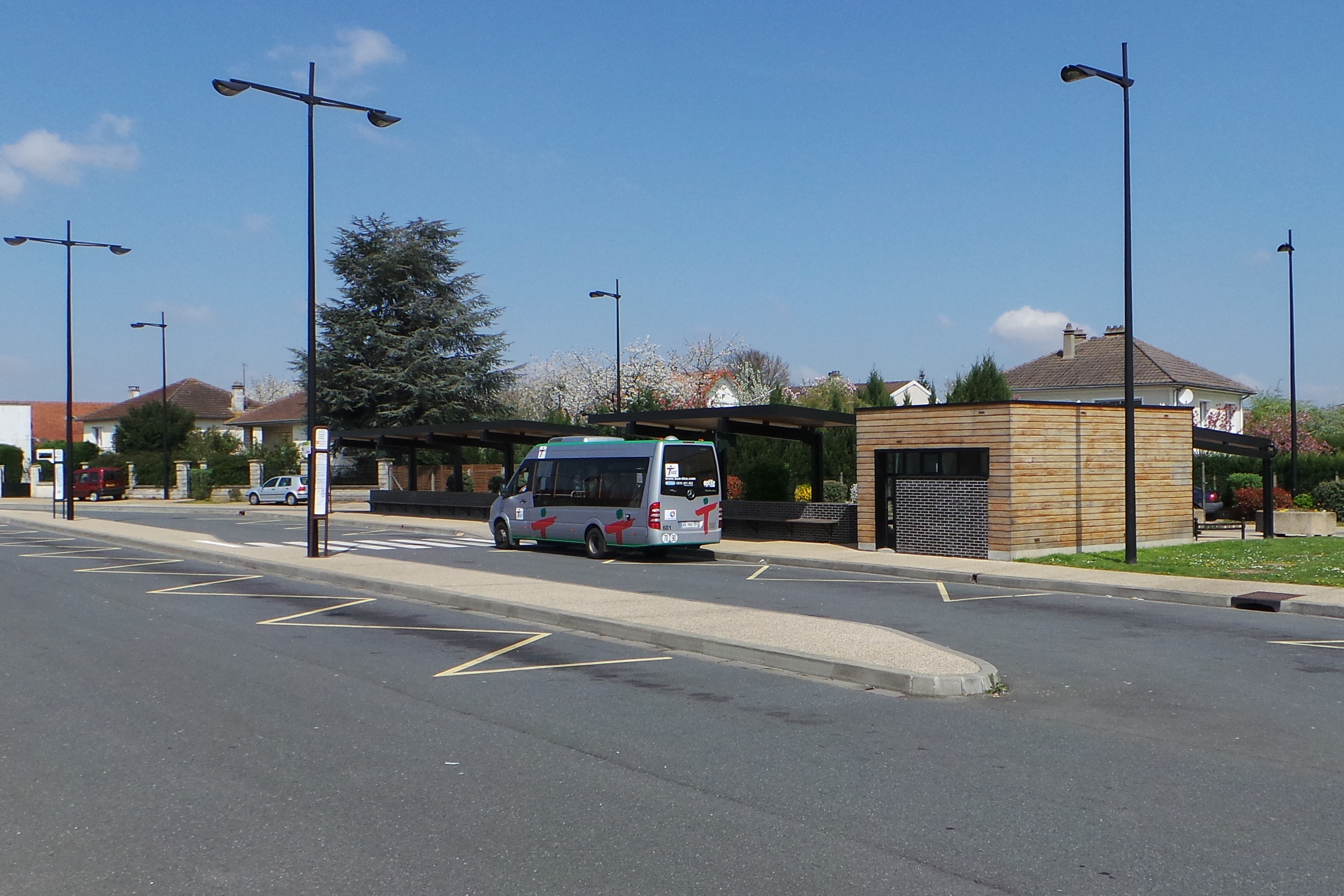
Le terminal de bus David Douillet.

La commune est desservie par deux gares (Gare du Coudray-Montceaux et Gare du Plessis-Chenet) de la ligne D du RER.
Cinq lignes de bus desservent la commune :
- la ligne 4203 du réseau de bus Évry Centre Essonne, qui assure la liaison entre la ville du Coudray-Montceaux (arrêt : Terminal David Douillet) et Corbeil-Essonnes (arrêt : SNECMA) ou Lisses (arrêt : EXONA) via la gare de Corbeil-Essonnes ;
- la ligne 4242 du même réseau, qui relie la ville du Coudray-Montceaux (arrêt : Terminal David Douillet) à la ville d'Évry-Courcouronnes (arrêt : Gare du Bras de Fer - Évry - Génopole) via la commune de Corbeil-Essonnes (RN7)[11] ;
- la ligne 4246 du même réseau, navette circulaire dans la ville du Coudray-Montceaux.
- la ligne 4309 du réseau de bus Essonne Sud Est, qui relie la ville du Coudray-Montceaux (arrêt : ZAC des Haies Blanches) à la gare de Mennecy
- la ligne 4329 du réseau de bus Essonne Sud Est, qui relie la ville du Coudray-Montceaux (arrêt : Terminal David Douillet) à la ville de Mennecy (arrêt : Lycée Marie Laurencin) via la gare de Mennecy

## Urbanisme

### Typologie
Au 1er janvier 2024, Le Coudray-Montceaux est catégorisée ceinture urbaine, selon la nouvelle grille communale de densité à sept niveaux définie par l'Insee en 2022.
Elle appartient à l'unité urbaine de Paris, une agglomération inter-départementale regroupant 407  communes, dont elle est une commune de la banlieue,,. Par ailleurs la commune fait partie de l'aire d'attraction de Paris, dont elle est une commune de la couronne,. Cette aire regroupe 1 929 communes,.

### Lieux-dits, écarts et quartiers
| Type d’occupation           | Pourcentage | Superficie (en hectares) |
| --------------------------- | ----------- | ------------------------ |
| Espace urbain construit     | 17,8 %      | 203,30                   |
| Espace urbain non construit | 9,1 %       | 103,90                   |
| Espace rural                | 73,2 %      | 838,02                   |
| Source : Iaurif-MOS 2008    |             |                          |

- Le Plessis-Chenet, petit hameau qui s’étoffe jusqu’en 1951,
- Le Coudray, qui s’organise sur les coteaux de Seine,
- Le parc du Château de Montceaux, isolé en zone agricole, autrefois propriété de la Famille Cochin
- La ferme et le bois de Sainte Radegonde qui fut la propriété du baron général Marie Adrien François Guiton et de Hyacinthe Sophie Joubleau, sa femme. La propriété fut achetée par Pierre Boigues, négociant en métaux et propriétaire, résidant à Paris, rue Neuve Saint-Gilles dans le Marais, moyennant la somme de 100 000 francs. La vente fut signée le  21 octobre 1818, devant Me David, notaire à Mennecy près de Corbeil. Les locataires, Louis Pierre et Marie Jeanne Camery, sa femme, installés depuis le 6 août 1817, avec un bail pour neuf ans étaient maintenus.[AN, MC/ET/XVI, 1018, Me Martin de la Paquerais, inventaire après décès de Pierre Boigues, 20 mai 1820]

### Habitat
| Logements                                        | Nombre en 2016 | % en 2016 | nombre en 2011 | % en 2011 |
| ------------------------------------------------ | -------------- | --------- | -------------- | --------- |
| Total                                            | 2 076          | 100 %     | 1 989          | 100 %     |
| Résidences principales                           | 1 902          | 91,6 %    | 1 826          | 91,8 %    |
| → Dont HLM                                       | 300            | 15,8 %    | 276            | 15,1 %    |
| Résidences secondaires et logements occasionnels | 46             | 2,2 %     | 64             | 3,2 %     |
| Logements vacants                                | 128            | 6,1 %     | 99             | 5,0 %     |
| Dont :                                           |                |           |                |           |
| → maisons                                        | 1 120          | 53,9 %    | 1105           | 55,6 %    |
| → appartements                                   | 902            | 43,5 %    | 871            | 43,8 %    |

La commune ne respecte pas le pourcentage minimum de logements sociaux, fixé à 25 % du parc de résidences principales par la Loi relative à la solidarité et au renouvellement urbains (Loi SRU) de 2000, ce qui l'amène à payer un prélèvement de 52 600 € en 2019.

## Toponymie
Colridum, Colritum au IXe siècle, Coldreyum au XIIIe siècle, Codroi au XIIIe siècle, Codret en 1271, Codroyum en 1272, Coudreyum in Bria au XIVe siècle, Couldrai-sur-Seine-lez-Corbeil en 1475, Monciaus.
L'origine du nom de la commune est peu connue, cependant le nom Coudray est un nom de village assez répandu en France qui signifie un verger de coudriers (autre nom du noisetier). Un noisetier d'argent est d'ailleurs présent sur le blason de la ville.
En 1793 furent créées les communes du Coudray et Montceaux, en 1839 elles furent réunies.

## Politique et administration

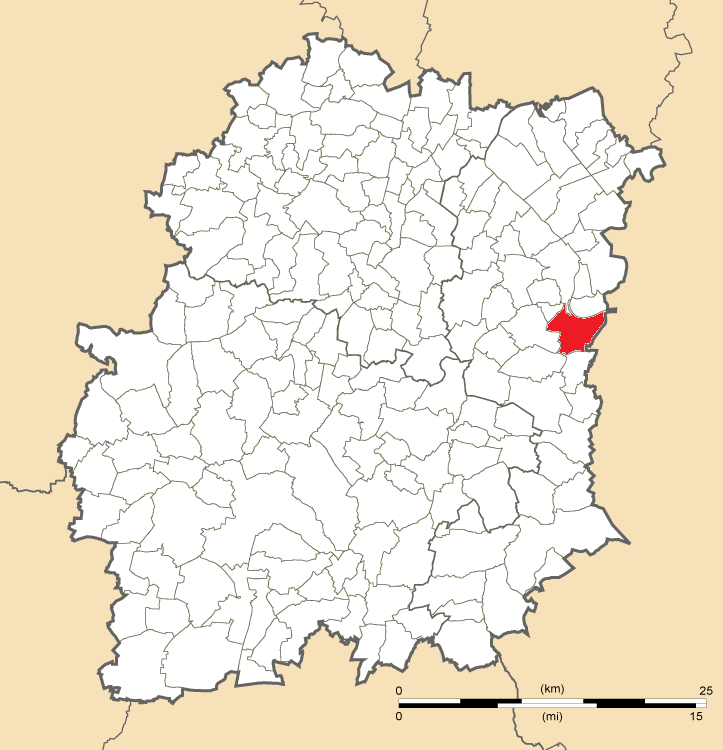
Position du Coudray-Montceaux en Essonne.

La commune du Coudray-Montceaux est rattachée au canton de Mennecy, représenté par les conseillers départementaux Patrick Imbert (LR) et Annie Pioffet (LR), à l'arrondissement d’Évry et à la deuxième circonscription de l’Essonne représentée depuis le mois d'août 2020 par le député Nathalie Da Conceicao Carvalho (RN).

### Rattachements administratifs et électoraux
Antérieurement à la loi du 10 juillet 1964, la commune faisait partie du département de Seine-et-Oise. La réorganisation de la région parisienne en 1964 fit que la commune appartient désormais au département de l'Essonne et à son arrondissement d’Évry, après un transfert administratif effectif au 1er janvier 1968.
Pour l'élection des députés, la commune fait partie de la deuxième circonscription de l'Essonne.
Elle faisait partie de 1801 à 1964 du canton de Corbeil-Essonnes, année où celui-ci est scindé et la commune intègre le canton de Corbeil-Essonnes-Sud du département de Seine-et-Oise. Lors de la mise en place du Val-d'Oise, elle est rattachée en 1967 au canton de Mennecy . Dans le cadre du redécoupage cantonal de 2014 en France, ce canton, dont la commune est toujours membre, est modifié, passant de 12 à 28 communes.

### Intercommunalité
La commune était l'un des deux membres de la  communauté de communes de Corbeil-Essonnes et du Coudray-Montceaux créée en 1996, et qui est à l'origine de la communauté d'agglomération Seine-Essonne créée en 2002.
Dans le cadre de la mise en œuvre de la loi MAPAM du 27 janvier 2014, qui prévoit la généralisation de l'intercommunalité à l'ensemble des communes et la création d'intercommunalités de taille importante, notamment en grande couronne parisienne afin de contribuer, avec la création de la métropole du Grand Paris à la structuration intercommunale de l'agglomération parisienne, cette intercommunalité a fusionné avec ses voisines pour constituer, le 1er janvier 2016, la communauté d'agglomération Grand Paris Sud Seine-Essonne-Sénart dont Le Coudray-Montceaux est désormais membre.

### Tendances et résultats politiques
Élections présidentielles, résultats des deuxièmes tours
- Élection présidentielle de 2002 : 81,67 % pour Jacques Chirac (RPR), 18,33 % pour Jean-Marie Le Pen (FN), 77,09 % de participation[24].
- Élection présidentielle de 2007 : 61,66 % pour Nicolas Sarkozy (UMP), 38,34 % pour Ségolène Royal (PS), 85,62 % de participation[25].
- Élection présidentielle de 2012 : 55,39 % pour Nicolas Sarkozy (UMP), 44,61 % pour François Hollande (PS), 80,82 % de participation[26].
- Élection présidentielle de 2017 : 65,76 % pour Emmanuel Macron (LRM), 34,24 % pour Marine Le Pen (FN), 73,23 % de participation[27].
- Élection présidentielle de 2022 : 57,48 % pour Emmanuel Macron (LRM), 42,52 % pour Marine Le Pen (RN), 73,48 % de participation[28].

Élections législatives, résultats des deuxièmes tours
- Élections législatives de 2002 : 66,63 % pour Franck Marlin (UMP), 33,37 % pour Gérard Lefranc (PCF), 53,28 % de participation[29].
- Élections législatives de 2007 : 54,53 % pour Franck Marlin (UMP) élu au premier tour, 20,25 % pour Marie-Agnès Labarre (PS), 55,78 % de participation[30].
- Élections législatives de 2012 : 54,96 % pour Franck Marlin (UMP), 45,04 % pour Béatrice Pèrié (PS), 50,19 % de participation[31].
- Élections législatives de 2017 : 54,40 % pour Daphné Ract-Madoux (MoDem), 45,60 % pour Franck Marlin (LR), 38,74 % de participation[32].

Élections européennes, résultats des deux meilleurs scores
- Élections européennes de 2004 : 33,45 % pour Patrick Gaubert (UMP), 17,93 % pour Harlem Désir (PS), 44,44 % de participation[33].
- Élections européennes de 2009 : 33,98 % pour Michel Barnier (UMP), 17,26 % pour Daniel Cohn-Bendit (Les Verts), 35,25 % de participation[34].
- Élections européennes de 2014 : 29,97 % pour Aymeric Chauprade (FN), 22,27 % pour Alain Lamassoure (UMP), 39,82 % de participation[35].
- Élections européennes de 2019 : 25,73 % pour Jordan Bardella (RN), 22,21 % pour Nathalie Loiseau (EM), 48,93 % de participations[36].

Élections régionales, résultats des deux meilleurs scores
- Élections régionales de 2004 : 45,23 % pour Jean-François Copé (UMP), 39,72 % pour Jean-Paul Huchon (PS), 61,45 % de participation[37].
- Élections régionales de 2010 : 50,53 % pour Valérie Pécresse (UMP), 49,47 % pour Jean-Paul Huchon (PS), 43,60 % de participation[38].
- Élections régionales de 2015 : 48,26 % pour Valérie Pécresse (LR), 30,40 % pour Claude Bartolone (PS), 53,96 % de participation[39].
- Élections régionales de 2021 : 58,05 % pour Valérie Pécresse (SL), 19,31% pour Julien Bayou (EELV), 31,61 % de participation[40]

Élections cantonales et départementales, résultats des deuxièmes tours
- Élections cantonales de 2001 : données manquantes.
- Élections cantonales de 2008 : 60,15 % pour Patrick Imbert (UMP), 39,85 % pour Christian Richomme (PS), 36,02 % de participation[41].
- Élections départementales de 2015 : 49,19 % pour Patrick Imbert (UMP), 28,20 % pour Valérie Girard (FN), 44,99 % de participation[42].
- Élections départementales de 2021 : 65,57 % pour Patrick Imbert (LR), 32,43 % pour Laetitia Colonna (DVG), 31,26 % de participation[43].

Élections municipales, résultats des deuxièmes tours
- Élections municipales de 2014 : 79,62 % pour François Gros (UMP) élu au premier tour, 20,37 % pour Yannick Villardier (UDI), 58,79 % de participation[44].
- Élections municipales de 2020 : 55,70 % pour Aurélie Gros (Sans Étiquette) élue au premier tour, 44,30 % pour Yannick Villardier (SE), 48,70 % de participation[45].

Référendums
- Référendum de 2000 relatif au quinquennat présidentiel : 66,22 % pour le Oui, 33,78 % pour le Non, 31,22 % de participation[46].
- Référendum de 2005 relatif au traité établissant une Constitution pour l'Europe : 50,82 % pour le Oui, 49,18 % pour le Non, 68,96 % de participation[47].

### Liste des maires
| Période                                  | Période                       | Identité         | Étiquette         | Qualité |
| ---------------------------------------- | ----------------------------- | ---------------- | ----------------- | --- |
| Les données manquantes sont à compléter. |                               |                  |                   | |
| avant 1975,                              | 1980                          | Eugène Massillon |                   | Décédé en fonction |
| août 1980                                | mai 2020                      | François Gros    | RPR puis UMP → LR | Médecin généraliste Vice-président de la CA Grand Paris Sud Seine-Essonne-Sénart (2016 → 2020) |
| mai 2020                                 | En cours (au 21 juillet 2021) | Aurélie Gros,    | SE                | Fille du précédent Conseillère départementale de Draveil (2015 → 2021) Vice-présidente du conseil départemental de l'Essonne (2015 → 2021) Conseillère régionale d'Île-de-France (2015 → ) 7e vice-présidente de la CA Grand Paris Sud (2020 → ) |

### Distinctions et labels

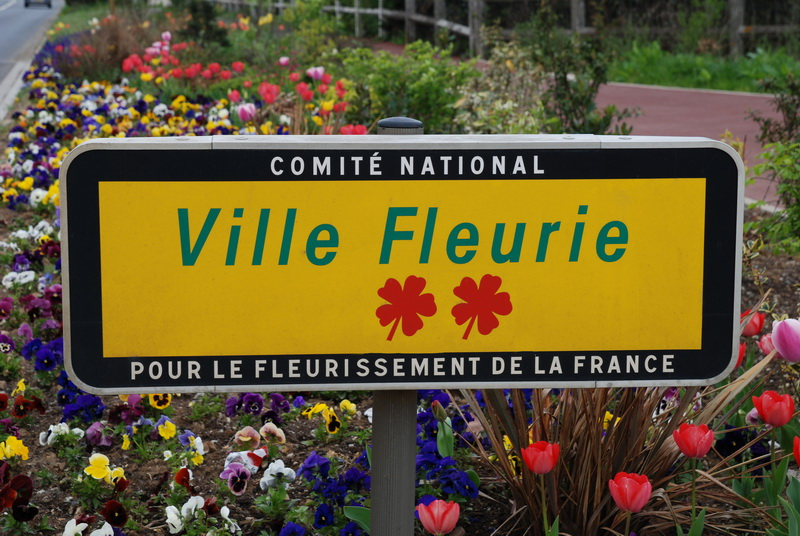

La commune a été récompensée en 2021 par deux fleurs au concours des villes et villages fleuris.

### Jumelages
La commune du Coudray-Montceaux n'a développé aucune association de jumelage.

## Population et société

### Démographie

#### Évolution démographique
L'évolution du nombre d'habitants est connue à travers les recensements de la population effectués dans la commune depuis 1793. Pour les communes de moins de 10 000 habitants, une enquête de recensement portant sur toute la population est réalisée tous les cinq ans, les populations de référence des années intermédiaires étant quant à elles estimées par interpolation ou extrapolation. Pour la commune, le premier recensement exhaustif entrant dans le cadre du nouveau dispositif a été réalisé en 2008.

En 2022, la commune comptait 4 738 habitants, en évolution de −3,27 % par rapport à 2016 (Essonne : +2,89 %, France hors Mayotte : +2,11 %).
| 1793 | 1800 | 1806 | 1821 | 1831 | 1836 | 1841 | 1846 | 1851 |
| ---- | ---- | ---- | ---- | ---- | ---- | ---- | ---- | ---- |
| 240  | 269  | 265  | 241  | 247  | 207  | 490  | 457  | 541  |

| 1856 | 1861 | 1866 | 1872 | 1876 | 1881 | 1886 | 1891 | 1896 |
| ---- | ---- | ---- | ---- | ---- | ---- | ---- | ---- | ---- |
| 430  | 446  | 530  | 513  | 556  | 591  | 537  | 523  | 588  |

| 1901 | 1906 | 1911 | 1921 | 1926 | 1931 | 1936 | 1946 | 1954 |
| ---- | ---- | ---- | ---- | ---- | ---- | ---- | ---- | ---- |
| 583  | 612  | 590  | 575  | 643  | 707  | 743  | 724  | 830  |

| 1962  | 1968 | 1975 | 1982  | 1990  | 1999  | 2006  | 2008  | 2013  |
| ----- | ---- | ---- | ----- | ----- | ----- | ----- | ----- | ----- |
| 1 077 | 998  | 969  | 2 248 | 2 494 | 2 800 | 4 070 | 4 430 | 4 730 |

| 2018  | 2022  | - | - | - | - | - | - | - |
| ----- | ----- | - | - | - | - | - | - | - |
| 4 831 | 4 738 | - | - | - | - | - | - | - |

#### Pyramide des âges
En 2018, le taux de personnes d'un âge inférieur à 30 ans s'élève à 40,5 %, soit au-dessus de la moyenne départementale (39,9 %). À l'inverse, le taux de personnes d'âge supérieur à 60 ans est de 18,4 % la même année, alors qu'il est de 20,1 % au niveau départemental.
En 2018, la commune comptait 2 332 hommes pour 2 499 femmes, soit un taux de 51,73 % de femmes, légèrement supérieur au taux départemental (51,02 %).
Les pyramides des âges de la commune et du département s'établissent comme suit.
| Hommes | Classe d’âge | Femmes |
| ------ | ------------ | ------ |
| 0,4    | 90 ou +      | 2,0    |
| 4,0    | 75-89 ans    | 6,2    |
| 11,5   | 60-74 ans    | 12,6   |
| 22,5   | 45-59 ans    | 18,9   |
| 19,6   | 30-44 ans    | 21,4   |
| 19,0   | 15-29 ans    | 17,1   |
| 22,9   | 0-14 ans     | 21,8   |

| Hommes | Classe d’âge | Femmes |
| ------ | ------------ | ------ |
| 0,5    | 90 ou +      | 1,4    |
| 5,4    | 75-89 ans    | 7,2    |
| 12,9   | 60-74 ans    | 13,9   |
| 20     | 45-59 ans    | 19,4   |
| 19,9   | 30-44 ans    | 20,1   |
| 20     | 15-29 ans    | 18,2   |
| 21,3   | 0-14 ans     | 19,8   |

### Enseignement

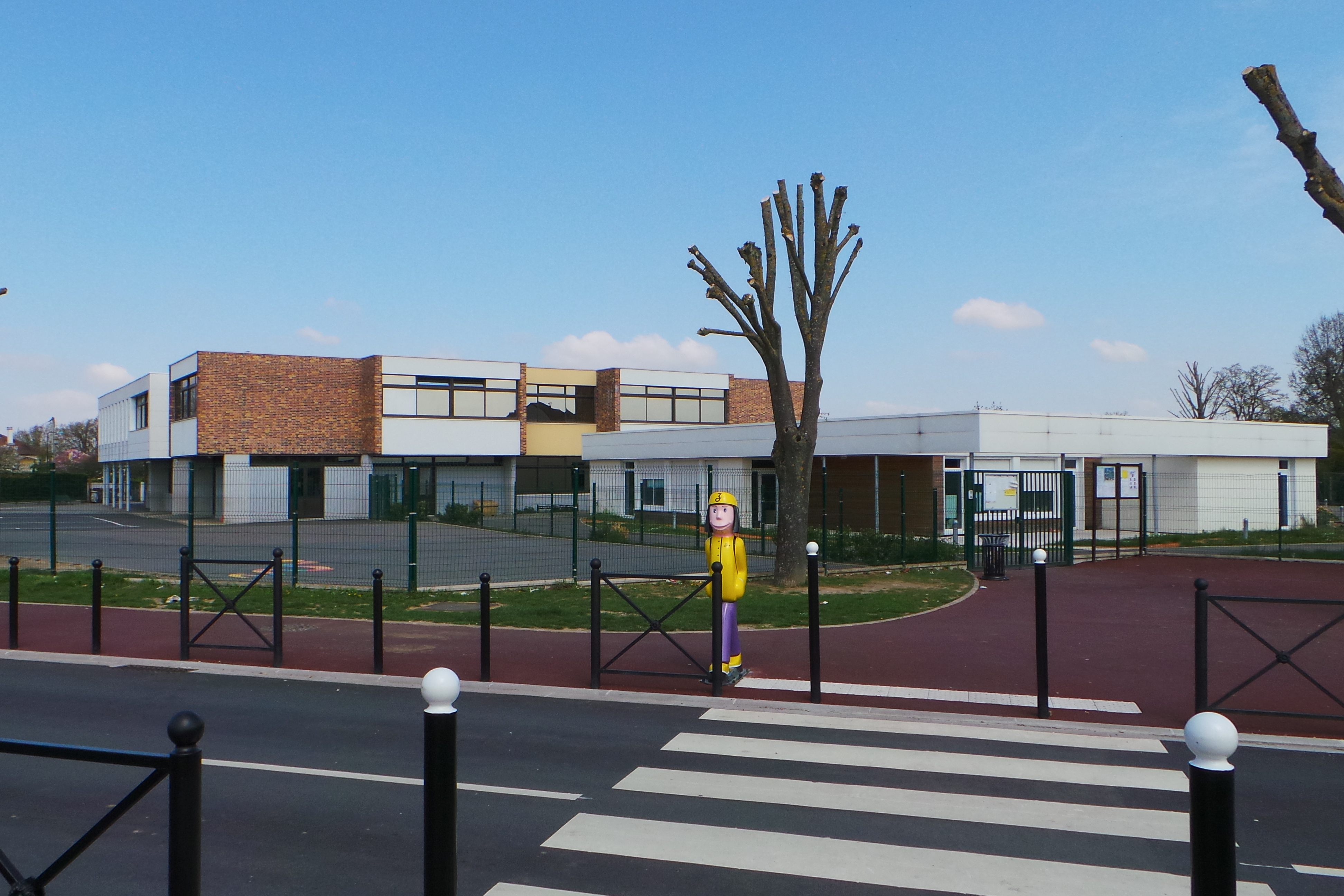
Le groupe scolaire André-Malraux.

Les élèves du Coudray-Montceaux sont rattachés à l'académie de Versailles.
La commune dispose sur son territoire en 2010 de l'école primaire André-Malraux.
La commune ne dispose pas d'établissement d'enseignement secondaire sur son territoire. Les élèves du Coudray-Montceaux dépendent des collèges et lycées les plus proches tels que : 
- le collège Olympe de Gouges à Champcueil (collège de secteur) ;
- le collège Rosa Parks à Villabé  ;
- le lycée polyvalent Marie-Laurencin à Mennecy (lycée de secteur) ;
- le lycée polyvalent Robert Doisneau à Corbeil-Essonnes.

### Sports

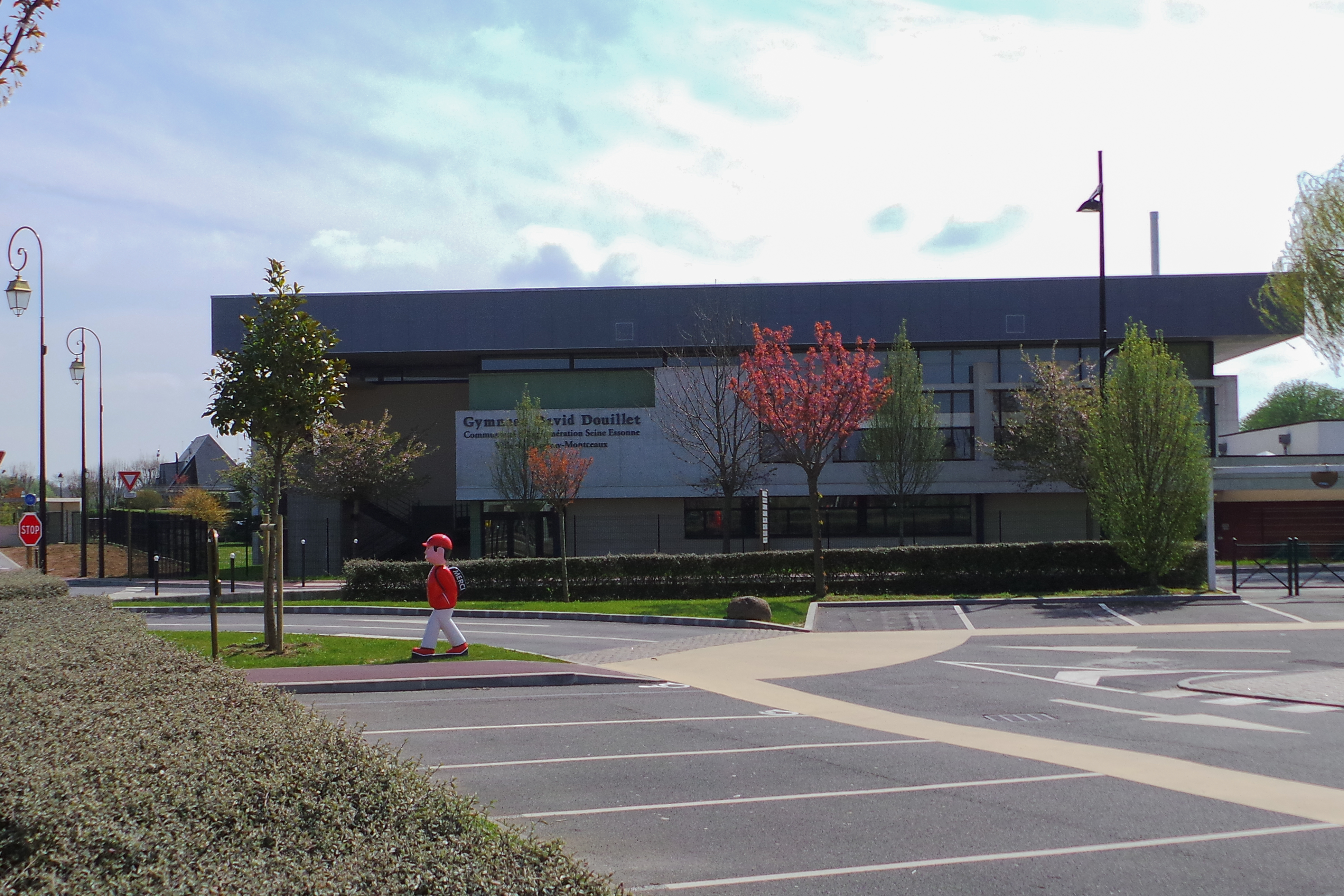
Gymnase David-Douillet.

L'offre de sports est significative : natation, sports mécaniques, vélo, golf, tir, sports de combat, accrobranche, escalade...

### Santé
La commune dispose sur son territoire de l'établissement d'hébergement pour personnes âgées dépendantes Hippolyte Panhard[réf. nécessaire].

### Autres services publics

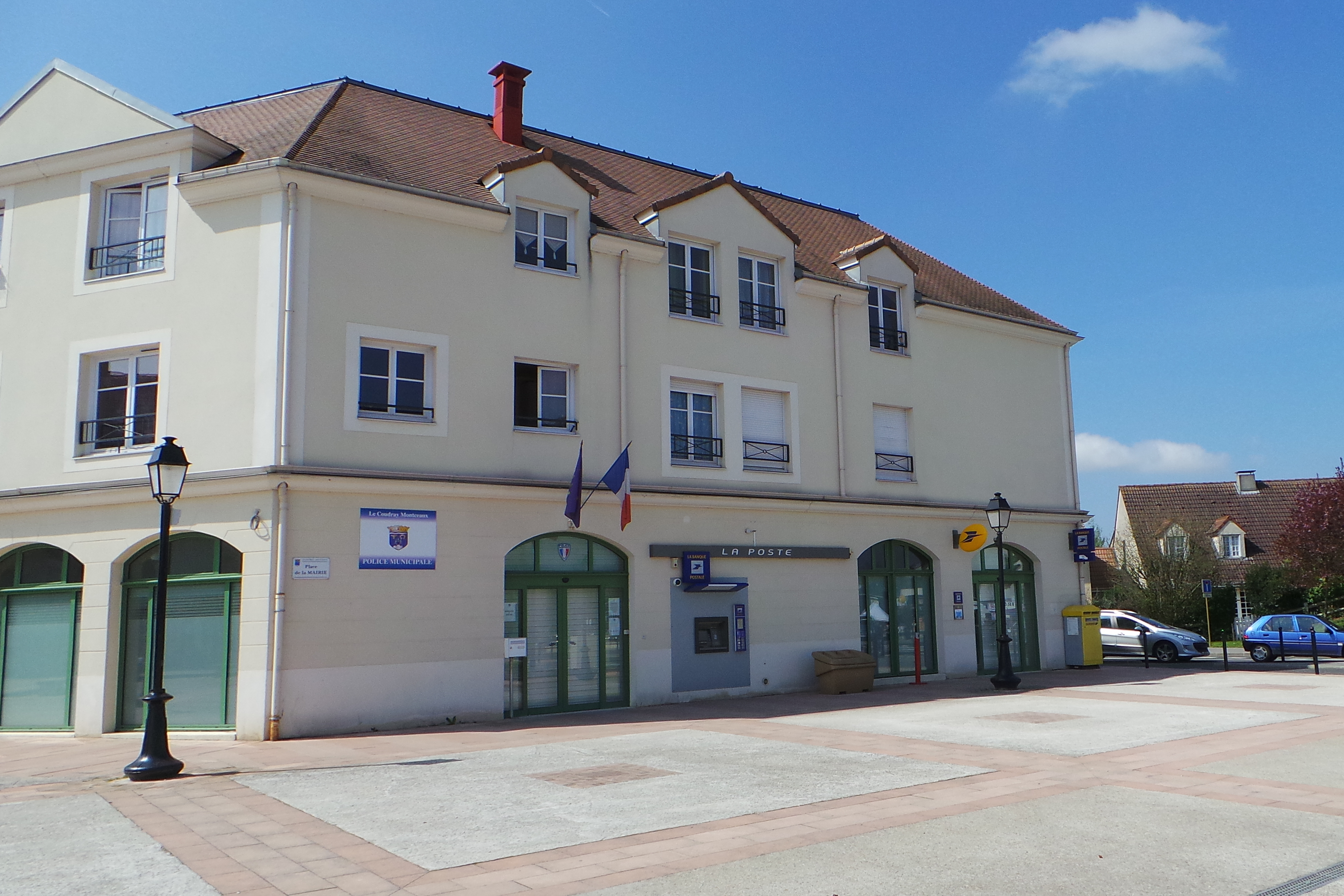
Le bureau de poste et le local de la police municipale.

En 2011, la commune dispose sur son territoire d'un bureau de poste.

### Lieux de culte
La paroisse catholique du Coudray-Montceaux est rattachée au secteur pastoral de La Ferté-Alais-Val d'Essonne et au diocèse d'Évry-Corbeil-Essonnes.
Elle dispose de l'église Notre-Dame-de-l'Assomption-de-la-Très-Sainte-Vierge et de l'église Saint-Étienne, située sur le territoire de l'ancienne commune de Montceaux.

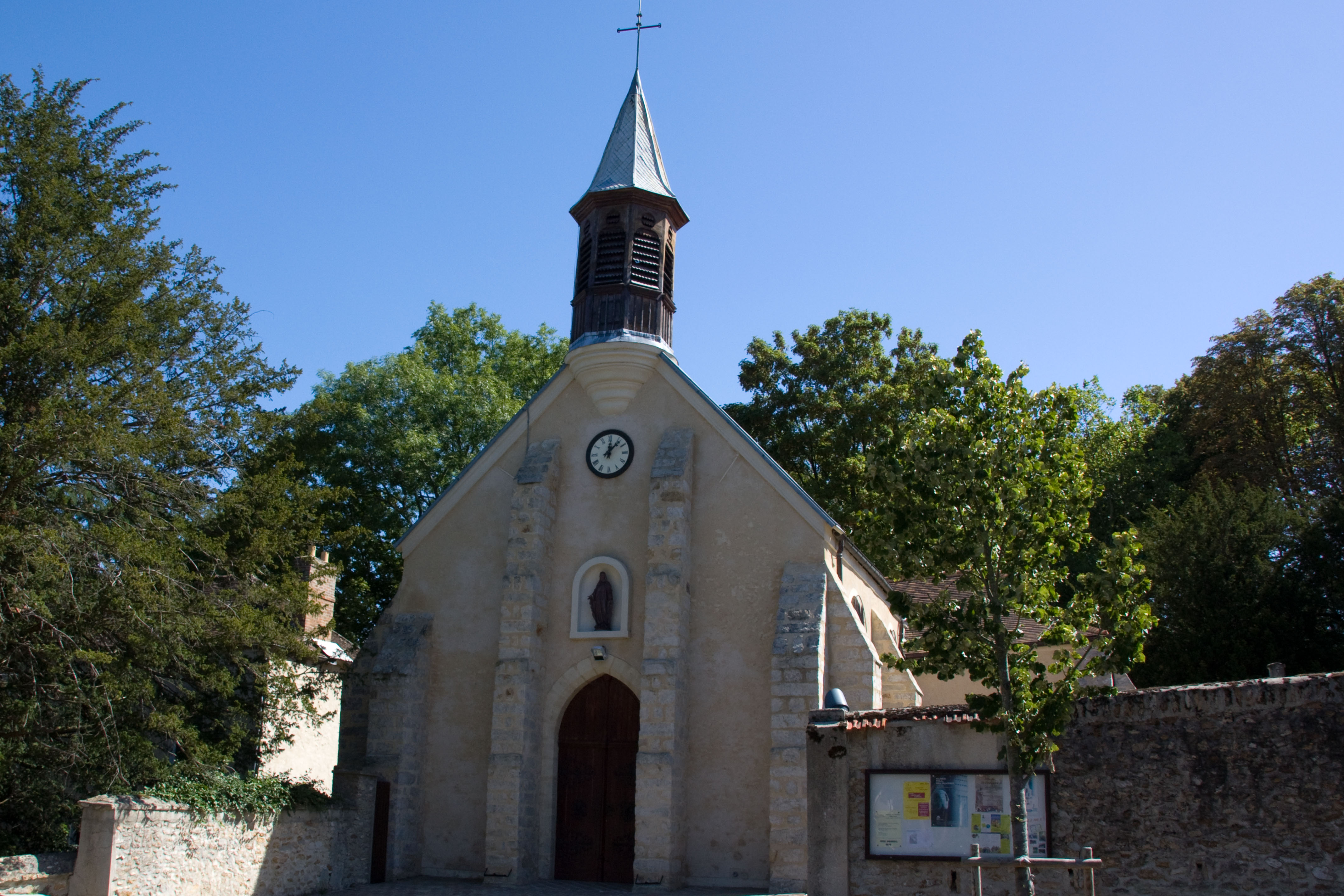
L'église Notre-Dame-de-l'Assomption-de-la-Très-Sainte-Vierge.

### Médias
L'hebdomadaire Le Républicain relate les informations locales. La commune est en outre dans le bassin d'émission des chaînes de télévision France 3 Paris Île-de-France Centre, IDF1 et Téléssonne intégré à Télif.

## Économie

### Emplois, revenus et niveau de vie
En 2006, le revenu fiscal médian par ménage était de 22 167 €, ce qui plaçait la commune au 1 319e rang parmi les 30 687 communes de plus de cinquante ménages que compte le pays et au cent dix-neuvième rang départemental.
| Répartition des emplois par catégories socioprofessionnelles en 2006. |              |                                           |                                                   |                            |                          |                           |
|                                                                       | Agriculteurs | Artisans, commerçants, chefs d’entreprise | Cadres et professions intellectuelles supérieures | Professions intermédiaires | Employés                 | Ouvriers                  |
| Le Coudray-Montceaux                                                  | 0,4 %        | 5,0 %                                     | 12,7 %                                            | 27,0 %                     | 32,1 %                   | 22,8 %                    |
| Zone d’emploi d’Évry                                                  | 0,3 %        | 4,0 %                                     | 20,2 %                                            | 29,6 %                     | 28,2 %                   | 17,7 %                    |
| Moyenne nationale                                                     | 2,2 %        | 6,0 %                                     | 15,4 %                                            | 24,6 %                     | 28,7 %                   | 23,2 %                    |
| Répartition des emplois par secteurs d’activités en 2006.             |              |                                           |                                                   |                            |                          |                           |
|                                                                       | Agriculture  | Industrie                                 | Construction                                      | Commerce                   | Services aux entreprises | Services aux particuliers |
| Le Coudray-Montceaux                                                  | 0,4 %        | 25,0 %                                    | 6,3 %                                             | 16,8 %                     | 12,1 %                   | 14,0 %                    |
| Zone d’emploi d’Évry                                                  | 0,9 %        | 13,5 %                                    | 5,4 %                                             | 14,6 %                     | 16,2 %                   | 6,9 %                     |
| Moyenne nationale                                                     | 3,5 %        | 15,2 %                                    | 6,4 %                                             | 13,3 %                     | 13,3 %                   | 7,6 %                     |
| Sources : Insee,                                                      |              |                                           |                                                   |                            |                          |                           |

## Culture locale et patrimoine

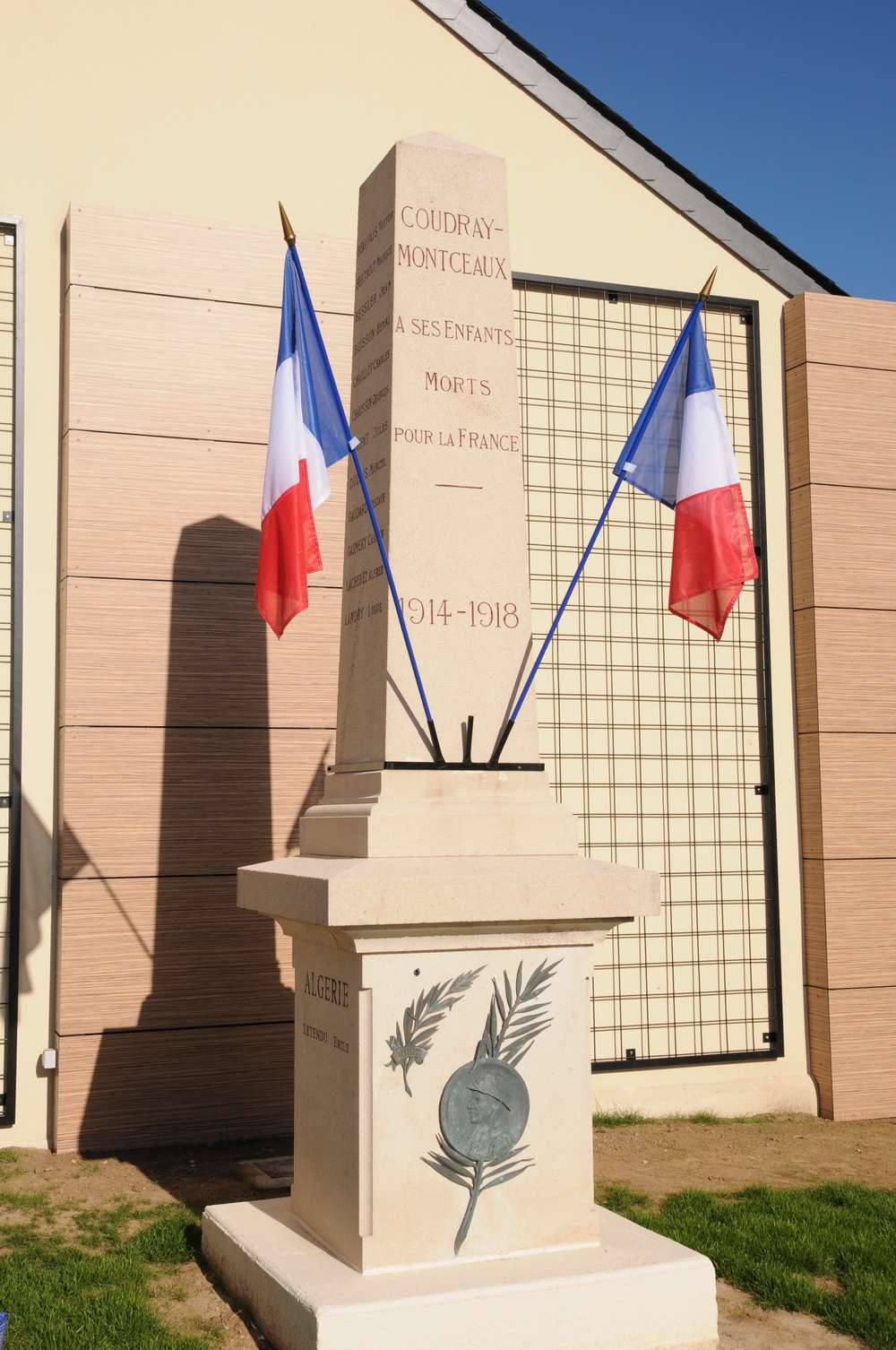
Le monument aux morts.(Septembre 2010)

Les bois à l'Est du territoire ont été recensés au titre des espaces naturels sensibles par le conseil général de l'Essonne.
Parmi le patrimoine bâti, on peut signaler :
- L'église Notre-Dame-de-l'Assomption-de-la-Très-Sainte-Vierge, inscrite aux monuments historiques en 1950[71].
- L'escalier dit « de la Belle Gabrielle » construit au XVIe siècle a été inscrit aux monuments historiques le 2 novembre 1945[72].

### Personnalités liées à la commune
Différents personnages publics sont nés, morts ou ont vécu au Coudray-Montceaux :
- Jean-Baptiste de Pinteville de Cernon (1756-1837), homme politique né à Le Coudray-sur-Seine, député de la noblesse aux Etats Généraux de 1789, maire de Chalons-en-Champagne.
- Le maréchal d'Empire Jean-Baptiste Jourdan (1762-1833) y possédait une résidence ;
- Nicolas-Charles Oudinot  (1767-1847 ), duc de Reggio, maréchal de France ;
- Jean-François Becquerel, dit Firmin (1784-1859), sociétaire de la Comédie-Française[73], y habita et y est mort[74] ;
- Anatole Lemercier (1820-1897), homme politique né au Coudray-Montceaux, maire de Saintes, député de la Charente-Inférieure.
- Édouard Rouveyre (1849-1930), essayiste, éditeur-libraire, bibliophile, y est mort ;
- Paul Bluysen (1861-1928), journaliste et homme politique français, y est mort ;
- Louis Meznarie, (1930-2020), préparateur de motocyclettes et d’automobiles de compétition, y est mort ;
- Estelle Denis (1976- ), journaliste, y est née.
- Taky Marie-Divine Kouamé, championne cycliste, y a commencé au club sportif dès 2006[75].

### Héraldique
| Blason de Le Coudray-Montceaux | Blason  | D'azur au pied de noisetier d'argent planté sur un mont de trois coupeaux du même mouvant de la pointe, accosté, à dextre, de trois feuilles de chêne et de trois glands rayonnants d'or et, à senestre, d'un fer à cheval du même, surmonté d'une divise ondée aussi d'argent. |
| Blason de Le Coudray-Montceaux | Détails | |

### Le Coudray-Montceaux dans les arts et la culture
- Le Coudray-Montceaux a servi de lieu de tournage pour les films Sale temps pour les mouches de Guy Lefranc sorti en 1966, Un homme digne de confiance de Philippe Monnier sorti en 1997[76] ainsi que Le Journal d'un femme de chambre de Luis Bunuel sorti en 1964.